# Marko Simić
Marko Simić (Servisch: Марко Симић) (Obrenovac, 16 juni 1987) is een Montenegrijns voetballer die doorgaans als verdediger speelt. Hij tekende in juni 2020 een contract bij FK Liepāja. Simić debuteerde in 2013 voor het Montenegrijns voetbalelftal.

## Interlandcarrière
Simić debuteerde op 14 augustus 2013 voor het Montenegrijns voetbalelftal in een vriendschappelijke wedstrijd in Zjodino tegen Wit-Rusland (1–1). Zijn eerste doelpunt maakte hij op 1 september 2017 tegen Kazachstan.
| Interlanddoelpunten van Marko Simić voor Montenegro | Interlanddoelpunten van Marko Simić voor Montenegro | Interlanddoelpunten van Marko Simić voor Montenegro | Interlanddoelpunten van Marko Simić voor Montenegro | Interlanddoelpunten van Marko Simić voor Montenegro | Interlanddoelpunten van Marko Simić voor Montenegro |
| №                                                   | Datum                                               | Wedstrijd                                           | Score                                               | Uitslag                                             | Competitie                                          |
| --------------------------------------------------- | --------------------------------------------------- | --------------------------------------------------- | --------------------------------------------------- | --------------------------------------------------- | --------------------------------------------------- |
| 1                                                   | 1 september 2017                                    | Kazachstan – Montenegro                             | 0 – 3                                               | 0 – 3                                               | WK 2018 kwalificatie                                |
| 2                                                   | 27 maart 2021                                       | Montenegro – Gibraltar                              | 2 – 1                                               | 4 – 1                                               | WK 2022 kwalificatie                                |